# Radom Wschodni
Radom Wschodni – stacja towarowa Polskich Kolei Państwowych zlokalizowana w Radomiu, w dzielnicy Dzierzków.
W 2019 roku spółka PKP PLK zapowiedziała budowę pod wiaduktem drogowym w ciągu ulicy Żeromskiego nowego przystanku o tej samej nazwie, który ma pomóc skomunikować Port lotniczy Warszawa-Radom z siecią kolejową. W kwietniu 2020 roku podpisano umowę z wykonawcą projektu. 27 kwietnia 2023 roku podpisano umowę na budowę przystanku. Prace budowlane ruszyły w połowie lipca 2023. Oficjalne otwarcie przystanku wraz z przebudowanym wiaduktem nastąpiło pod koniec czerwca 2025.